# Korać-Cup 1979/80
Die Saison 1979/80 war die 9. Spielzeit des Korać-Cup, der von der FIBA Europa ausgetragen wurde.
Den Titel gewann AMG Sebastiani Rieti aus Italien.

## Modus
Es nahmen 28 Mannschaften aus 13 Nationen teil. Nach der Qualifikationsrunde spielten 24 Teams eine Ausscheidungsrunde. Die Gewinner dieser Spiele qualifizierten sich für die Gruppenphase, die aus vier Gruppen mit je vier Teams bestand. Der Erstplatzierte jeder Gruppe erreichte das Halbfinale, gefolgt vom Finale.
Die Sieger der Spielpaarungen in Runde 1 und im Halbfinale wurden in Hin- und Rückspiel ermittelt. Das Finale wurde in einem Spiel an einem neutralen Ort ausgetragen.

## Qualifikationsrunde
|                        | Gesamt  |                               | Hinspiel | Rückspiel |
| ---------------------- | ------- | ----------------------------- | -------- | --------- |
| CB Miñón Valladolid    | 203:149 | Sanghalhos DC                 | 110:71   | 93:78     |
| AO Sporting Athen      | 137:142 | BG Bayreuth                   | 66:59    | 71:83     |
| RBC Verviers-Pepinster | 196:199 | BBC Nyon                      | 113:104  | 83:95     |
| Hapoel Haifa           | 161:163 | Jollycolombani Libertas Forlì | 95:84    | 66:79     |
| ABC Maximarkt Wels     | 188:205 | GM Vasas Budapest             | 77:75    | 83:92     |
| FC Mulhouse Basket     | 172:176 | Team Fiat Stars Coventry      | 96:97    | 76:79     |
| Karşıyaka SK           | 141:151 | CEP Fleurus                   | 58:69    | 73:82     |
| AS Soleuvre            | 158:220 | MTV Wolfenbüttel              | 88:96    | 70:124    |

## Teilnehmer
| Teilnehmer     | Teilnehmer | Teilnehmer                | Teilnehmer               | Teilnehmer                    | Teilnehmer                   |
| Land           | Anzahl     | Mannschaften              | Mannschaften             | Mannschaften                  | Mannschaften                 |
| -------------- | ---------- | ------------------------- | ------------------------ | ----------------------------- | ---------------------------- |
| Italien        | 4          | Antonini Mens Sana Basket | AMG Sebastiani Rieti     | Jollycolombani Libertas Forlì | Superga Pallacanestro Mestre |
| Jugoslawien    | 4          | KK Radnički Belgrad       | KK Borac Čačak           | KK Jugoplastika Split         | KK Cibona Zagreb             |
| Belgien        | 3          | CEP Fleurus               | Standard Lüttich BC      | Èveil Monceau                 |                              |
| Spanien        | 3          | CB Cotonificio Badalona   | Joventut de Badalona     | CB Miñón Valladolid           |                              |
| BR Deutschland | 2          | BG Bayreuth               | MTV Wolfenbüttel         |                               |                              |
| England        | 2          | Team Fiat Stars Coventry  | Sunblest EPAB Sunderland |                               |                              |
| Frankreich     | 2          | EB Orthez                 | ASPO Tours               |                               |                              |
| Griechenland   | 2          | Ionikos Nikea             | Olympiakos Piräus        |                               |                              |
| Türkei         | 2          | Tofaş SK                  | Ziraat Fakültesi Ankara  |                               |                              |
| Israel         | 1          | Hapoel Tel Aviv           |                          |                               |                              |
| Schottland     | 1          | Dalkeith Saints BC        |                          |                               |                              |
| Schweiz        | 1          | BBC Nyon                  |                          |                               |                              |
| Ungarn         | 1          | GM Vasas SC               |                          |                               |                              |

## 1. Runde
|                               | Gesamt  |                              | Hinspiel | Rückspiel |
| ----------------------------- | ------- | ---------------------------- | -------- | --------- |
| Dalkeith Saints BC            | 167:233 | CB Miñón Valladolid          | 86:115   | 81:118    |
| BG Bayreuth                   | 140:187 | Antonini Mens Sana Basket    | 64:103   | 76:84     |
| BBC Nyon                      | 198:218 | ASPO Tours                   | 102:111  | 96:107    |
| CB Cotonificio Badalona       | 218:156 | Sunblest EPAB Sunderland     | 120:81   | 98:75     |
| Hapoel Tel Aviv               | 166:165 | KK Radnički Belgrad          | 86:82    | 80:83     |
| Jollycolombani Libertas Forli | 149:155 | EB Orthez                    | 76:68    | 73:87     |
| GM Vasas SC                   | 136:150 | Joventut de Badalona         | 78:71    | 58:79     |
| Team Fiat Stars Coventry      | 150:158 | Superga Pallacanestro Mestre | 86:79    | 64:79     |
| CEP Fleurus                   | 174:195 | KK Borac Čačak               | 89:84    | 85:111    |
| Ziraat Fakültesi Ankara       | 129:255 | KK Cibona Zagreb             | 67:120   | 62:135    |
| AEK Athen                     | 154:174 | MTV Wolfenbüttel             | 80:77    | 74:97     |
| Tofaş SK                      | 171:164 | Èveil Monceau                | 99:75    | 72:89     |

- Außerdem für die Gruppenphase qualifiziert (Freilos):  KK Jugoplastika Split,  AMG Sebastiani Rieti,  Standard Lüttich BC,  Olympiakós SFP Piräus

## Gruppenphase

### Gruppe A
| Team                       | Sp | S | N | P+  | P-  |
| -------------------------- | -- | - | - | --- | --- |
| 1. KK Cibona Zagreb        | 6  | 5 | 1 | 576 | 531 |
| 2. CB Cotonificio Badalona | 6  | 4 | 2 | 547 | 524 |
| 3. EB Orthez               | 6  | 3 | 3 | 513 | 507 |
| 4. MTV Wolfenbüttel        | 6  | 0 | 6 | 466 | 540 |

### Gruppe B
| Team                     | Sp | S | N | P+  | P-  |
| ------------------------ | -- | - | - | --- | --- |
| 1. AMG Sebastiani Rieti  | 6  | 6 | 0 | 568 | 477 |
| 2. Olympiakos SFP Piräus | 6  | 3 | 3 | 501 | 459 |
| 3. Joventut de Badalona  | 6  | 3 | 3 | 487 | 462 |
| 4. Tofaş SK              | 6  | 0 | 6 | 425 | 583 |

### Gruppe C
| Team                  | Sp | S | N | P+  | P-  |
| --------------------- | -- | - | - | --- | --- |
| 1. Hapoel Tel Aviv    | 6  | 3 | 3 | 549 | 524 |
| 2. Antonini Mens Sana | 6  | 3 | 3 | 533 | 518 |
| 3. KK Borac Čačak     | 6  | 3 | 3 | 542 | 547 |
| 4. ASPO Tours         | 6  | 3 | 3 | 550 | 585 |

### Gruppe D
| Team                      | Sp | S | N | P+  | P-  |
| ------------------------- | -- | - | - | --- | --- |
| 1. KK Jugoplastika Split  | 6  | 6 | 0 | 590 | 527 |
| 2. Superga Pallac. Mestre | 6  | 3 | 3 | 530 | 540 |
| 3. CB Miñon Valladolid    | 6  | 2 | 4 | 586 | 607 |
| 4. Standard Lüttich BC    | 6  | 1 | 5 | 551 | 583 |

## Halbfinale
|                      | Gesamt  |                       | Hinspiel | Rückspiel |
| -------------------- | ------- | --------------------- | -------- | --------- |
| Hapoel Tel Aviv      | 161:172 | KK Cibona Zagreb      | 81:80    | 80:92     |
| AMG Sebastiani Rieti | 183:179 | KK Jugoplastika Split | 86:75    | 97:104    |

## Finale
Das Endspiel fand in Lüttich statt.
|                      | Ergebnis |                  |
| -------------------- | -------- | ---------------- |
| AMG Sebastiani Rieti | 76:71    | KK Cibona Zagreb |

- Final-Topscorer:  Lee Johnson (AMG Sebastiani Rieti): 28 Punkte